# Alfredo Tena Garduño
Alfredo Tena Garduño (Città del Messico, 21 novembre 1956) è un ex calciatore messicano, di ruolo difensore.

## Biografia
Anche suo figlio Alfredo Omar Tena è un calciatore.

## Carriera

### Nazionale
Con la nazionale messicana ha preso parte al campionato del mondo 1978, tenutosi in Argentina.